# Adrian van Hooydonk
Adrian Van Hooydonk (Echt-Susteren, 21 giugno 1964) è un designer olandese.

## Biografia

### Gli inizi
Dopo gli studi alla Delft University of Technology nei Paesi Bassi, inizia la carriera come designer indipendente, per poi passare alla General Electric nel 1989, esperienza poi interrotta quando ritorna a studiare a Vevey, per specializzarsi in design automobilistico.

### Lavoro alla BMW
Lavora alla BMW dal 1992 e dal 2009 ne è direttore del design.

## Modelli disegnati
- BMW Series 1 F20 (2011)
- BMW Serie 5 F10 (2010)
- BMW Serie 6 F12 e F13 (2011)
- BMW Serie 6 Gran Coupé (2012)
- BMW Serie 3 F30 (2011)
- BMW Z4 Zagato Coupé (2012)
- BMW X3 F25 (2010)
- BMW X1 E84 (2009)
- BMW Z9 (1999)
- Mini ACV30 (1997)
- BMW Concept CS (2007)
- BMW 328 Hommage (2011)

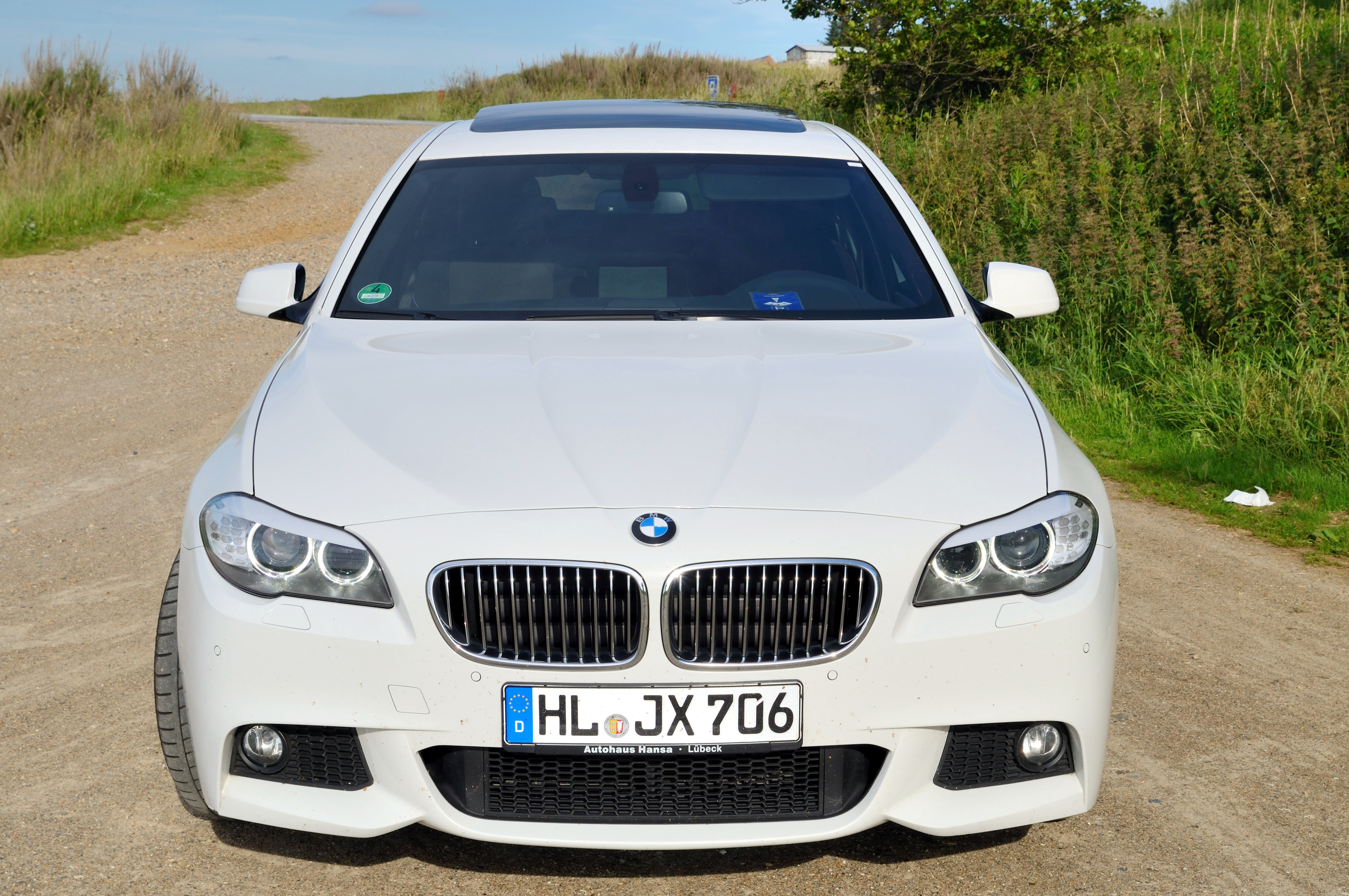
BMW Serie 5 F10, opera del designer olandese

- BMW Pininfarina Gran Lusso Coupé (2013)
- BMW Vision Future Luxury (2014)
- BMW 3.0 CSL Hommage R (2015)
- BMW Vision Next 100 (2016)
- BMW M1 Homage (2008)